# Gare de Reignac
La gare de Reignac est une gare ferroviaire française de la ligne de Joué-lès-Tours à Châteauroux, située sur le territoire de la commune de Reignac-sur-Indre, dans le département d'Indre-et-Loire, en région Centre-Val de Loire.

## Situation ferroviaire
La gare de Reignac est située au point kilométrique 269,625 de la ligne de Joué-lès-Tours à Châteauroux entre les gares de Courçay - Tauxigny et Chambourg.

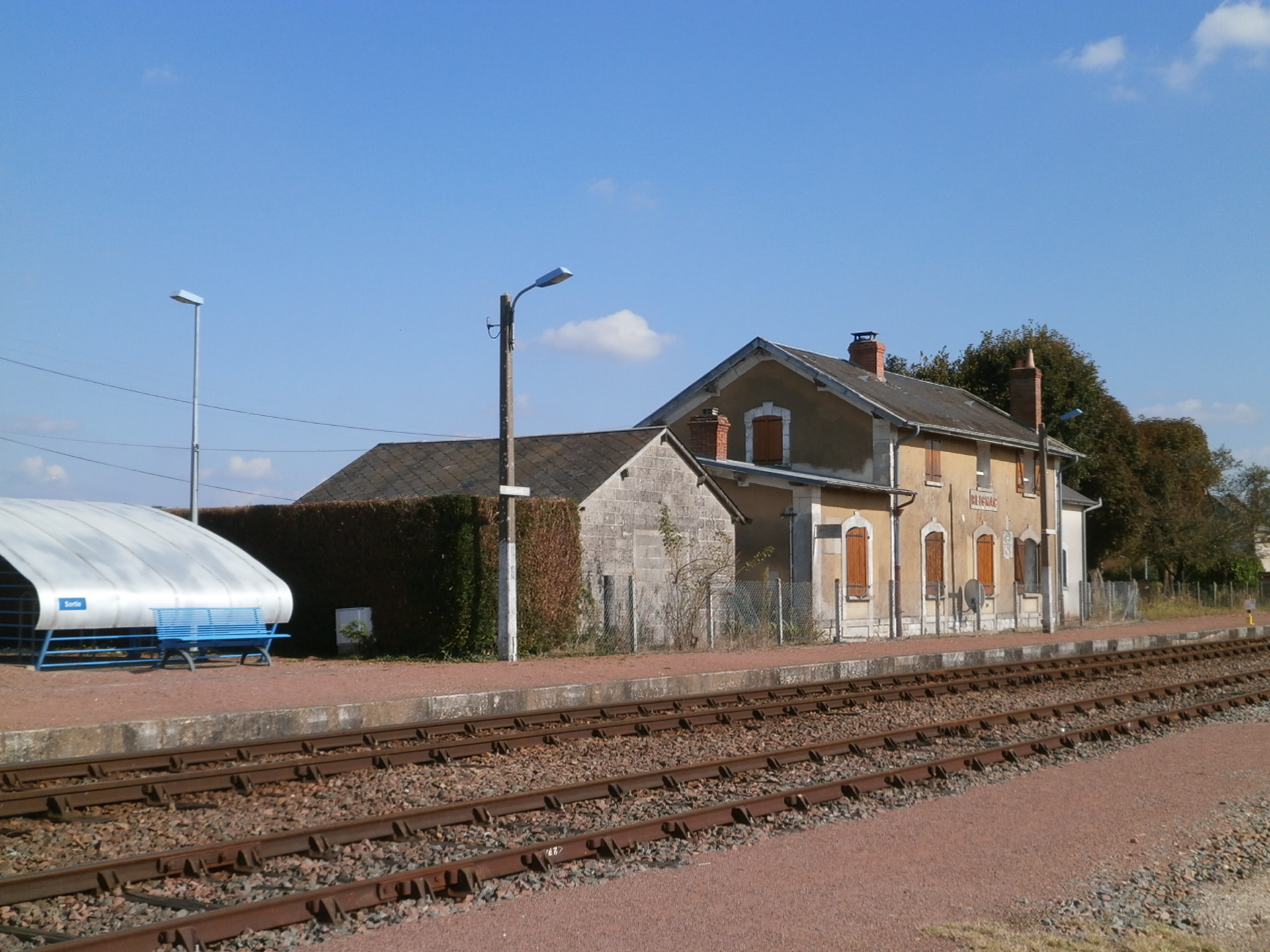
Les voies et quais, en 2014.

Son altitude est de 92 m.

## Histoire
La gare est ouverte le 15 juillet 1878.

## Services voyageurs

### Accueil
Halte SNCF, c'est un point d'arrêt non géré (PANG) disposant de panneaux d'informations et d'abris de quais.

### Dessertes
Reignac est desservie par des trains du réseau TER Centre-Val de Loire qui circulent sur la ligne n° 31 entre les gares de Tours et Loches.

### Intermodalité
Un parking pour les véhicules ainsi que pour les vélos y est aménagé.

## Service des marchandises

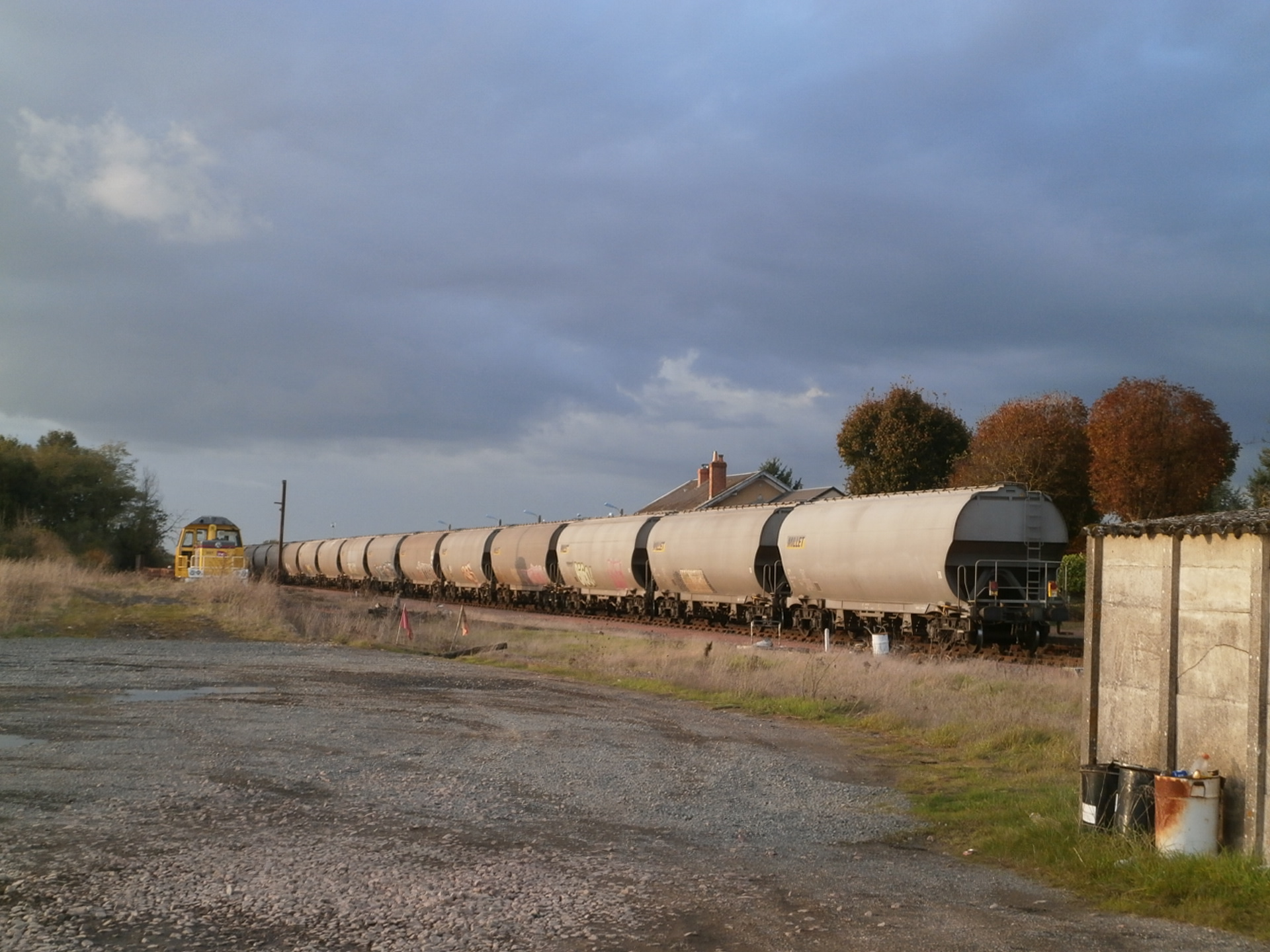
Les wagons de céréales stationnés sur la voie de service de la gare, en 2014.

Cette gare est ouverte au service du fret (desserte d'installations terminales embranchées).